# Докучаєве (Курманський район)
Докуча́єве (до 1945 року — Тілєнчі́; крим. Tilençi) — село Курманського району Автономної Республіки Крим.
Відстань від райцентру до населеного пункта становить 23 кілометрів по прямій.
У 2023 році у проєкті Постанови Верховної Ради України «Про перейменування деяких населених пунктів Автономної Республіки Крим» село запропоновано перейменувати на Тіленчи.